# مارلين ويليس
مارلين ويليس (بالإنجليزية: Marlene Willis)‏ هي ممثلة أمريكية، ولدت في 13 يناير 1942، وتوفيت في 29 مارس 1982.

## وصلات خارجية
- مارلين ويليس على موقع IMDb (الإنجليزية)
- مارلين ويليس على موقع قاعدة بيانات الفيلم (الإنجليزية)